# Union Litzmannstadt
Die Union Litzmannstadt war ein Sportverein in der  polnischen Stadt Łódź im völkerrechtswidrig vom Deutschen Reich annektierten sogenannten  Warthegau.

## Geschichte
Zur Saison 1941/42 nahm die Union das erste Mal an der Gauliga Wartheland teil und wurde dort in die Staffel 2 eingruppiert. Mit 10:4 Punkten wurde dabei die gleiche Punktzahl wie bei der SG Ordnungspolizei Litzmannstadt erreicht, durch das schlechtere Torverhältnis von nur 11:7 im Vergleich zu der SG mit 24:8 landete der Verein dann aber nur auf dem zweiten Platz. In der nächsten Saison wurden die Staffeln dann in eine Liga aus zehn Mannschaften zusammengelegt an dessen Ende die Mannschaft mit 23:13 Punkten den dritten Platz erreichen konnte. Nach der Saison 1943/44 konnte mit dem achten Tabellenplatz und 9:17 Punkten nur ganz knapp der Abstieg verhindert werden. Spätestens nach dem Ende des Krieges und der Rückeroberung des Warthelandes durch die Rote Armee wurde der Verein dann aufgelöst.